# Ikeda, Nagano
Ikeda (japanska: 池田町?, Ikeda-machi) är en landskommun (köping) i Nagano prefektur i Japan.  